# آيت عثمان إحمارين (آيت رحو)
آيت عثمان إحمارين هو دُوَّار يقع بجماعة مجاط، عمالة مكناس، جهة فاس مكناس في المملكة المغربية. ينتمي الدوّار لمشيخة آيت رحو التي تضم 11 دوار. يقدر عدد سكانه بـ 249 نسمة حسب الإحصاء الرسمي للسكان والسكنى لسنة 2004.

## وصلات خارجية
- البوابة الوطنية للجماعات الترابية
- المندوبية السامية للتخطيط